# NGC 863
NGC 863 је спирална галаксија у сазвежђу Кит која се налази на NGC листи објеката дубоког неба.
Деклинација објекта је - 0° 45' 58" а ректасцензија 2h 14m 33,5s. Привидна величина (магнитуда) објекта NGC 863 износи 13,0 а фотографска магнитуда 13,9. NGC 863 је још познат и под ознакама NGC 866, NGC 885, UGC 1727, MCG 0-6-56, IRAS 02120-0059, KUG 0212-009, UM 412, MK 590, PGC 8586.